# Villers-la-Montagne
Pour les articles homonymes, voir Villers.
Villers-la-Montagne est une commune française située dans le département de Meurthe-et-Moselle, en région Grand Est.
Ses habitants sont les Magins et Maginnes.

## Géographie

### Description
Située au sud de Longwy et de ses trois frontières, Villers-la-Montagne est la « porte » d'entrée vers les villages alentour car elle longe la voie rapide (N 52).

### Communes limitrophes
Les communes limitrophes sont Bréhain-la-Ville, Chenières, Haucourt-Moulaine, Hussigny-Godbrange, Laix, Morfontaine et Tiercelet.
| Haucourt-Moulaine |                     | Hussigny-Godbrange |
| Chenières         | Villers-la-Montagne | Tiercelet          |
| Laix              | Morfontaine         | Bréhain-la-Ville   |

### Hydrographie

#### Réseau hydrographique
La commune est dans le bassin versant de la Meuse au sein du bassin Rhin-Meuse. Elle est drainée par le ruisseau la Moulaine,.
La Moulaine, d'une longueur de 12 km, prend sa source dans la commune de Tiercelet et se jette  dans la Chiers à Longwy, après avoir traversé six communes. 

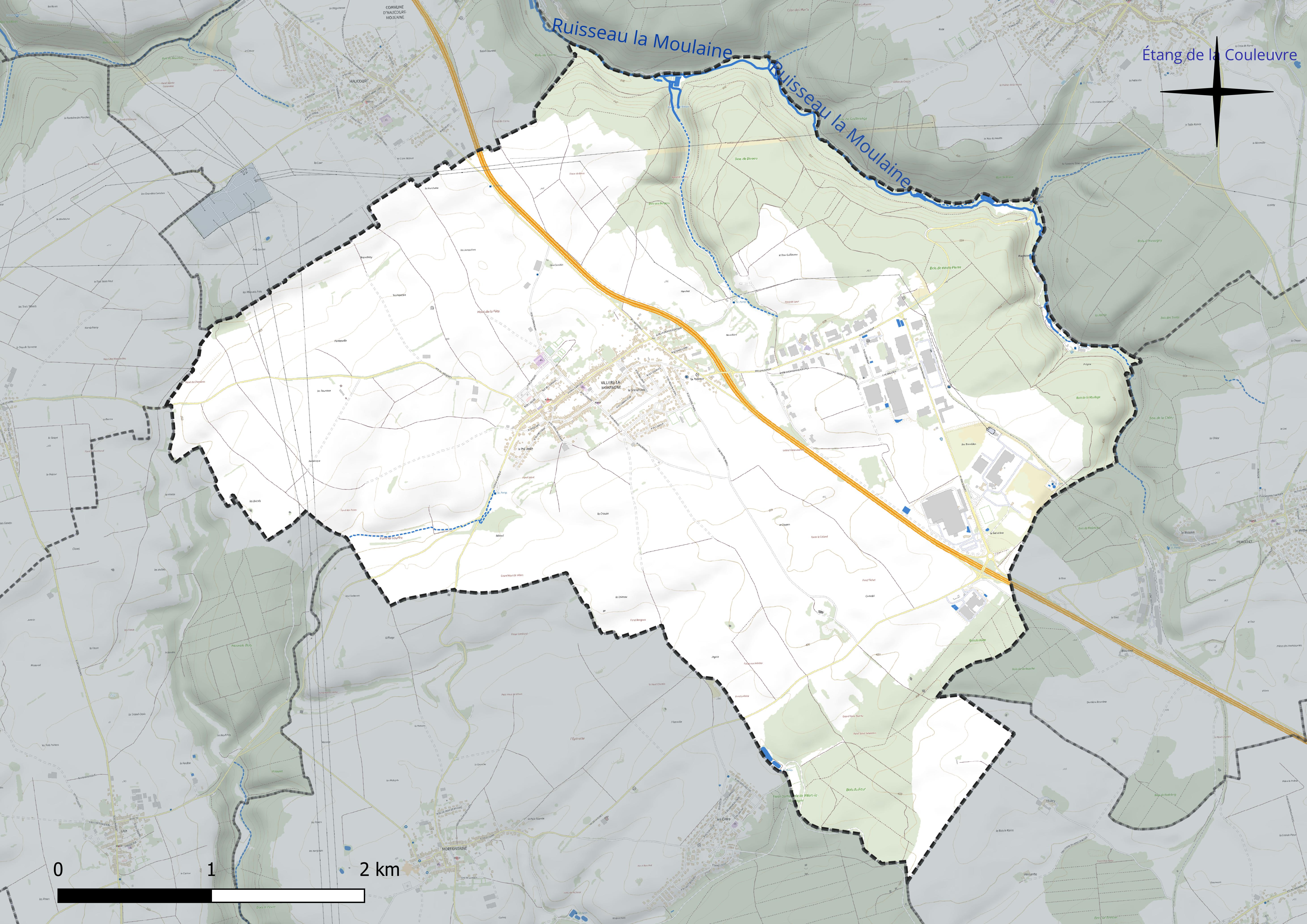
Réseau hydrographique de Villers-la-Montagne.

#### Gestion et qualité des eaux
Le territoire communal est couvert par le schéma d'aménagement et de gestion des eaux (SAGE) « Bassin ferrifère ». Ce document de planification concerne le périmètre des anciennes galeries des mines de fer, des aquifères et des bassins versants hydrographiques associés qui s’étend sur 2 418 km2. Les bassins versants concernés sont celui de la Chiers en amont de la confluence avec l'Othain, et ses affluents (la Crusnes, la Pienne, l'Othain), celui de l'Orne et ses affluents et celui de la Fensch, le Veymerange, la Kiesel et les parties françaises du bassin versant de l'Alzette et de ses affluents (Kaylbach, ruisseau de Volmerange). Il a été approuvé le 27 mars 2015. La structure porteuse de l'élaboration et de la mise en œuvre est la région Grand Est. 
La qualité des cours d’eau peut être consultée sur un site dédié géré par les agences de l’eau et l’Agence française pour la biodiversité. 

### Climat
Pour des articles plus généraux, voir Climat du Grand Est et Climat de Meurthe-et-Moselle.
En 2010, le climat de la commune est de type climat de montagne, selon une étude du Centre national de la recherche scientifique s'appuyant sur une série de données couvrant la période 1971-2000. En 2020, Météo-France publie une typologie des climats de la France métropolitaine dans laquelle la commune est exposée à un climat semi-continental et est dans la région climatique  Lorraine, plateau de Langres, Morvan, caractérisée par un hiver rude (1,5 °C), des vents modérés et des brouillards fréquents en automne et hiver. 
Pour la période 1971-2000, la température annuelle moyenne est de 8,9 °C, avec une amplitude thermique annuelle de 16,3 °C. Le cumul annuel moyen de précipitations est de 904 mm, avec 13,8 jours de précipitations en janvier et 9,5 jours en juillet. Pour la période 1991-2020, la température moyenne annuelle observée sur la station météorologique de Météo-France la plus proche, « Villette », sur la commune de Villette à 20 km à vol d'oiseau, est de 10,1 °C et le cumul annuel moyen de précipitations est de 909,4 mm. 
La température maximale relevée sur cette station est de 39 °C, atteinte le 25 juillet 2019 ; la température minimale est de −14,8 °C, atteinte le 20 décembre 2009,,. 
Les paramètres climatiques de la commune ont été estimés pour le milieu du siècle (2041-2070) selon différents scénarios d'émission de gaz à effet de serre à partir des nouvelles projections climatiques de référence DRIAS-2020. Ils sont consultables sur un site dédié publié par Météo-France en novembre 2022.

## Urbanisme

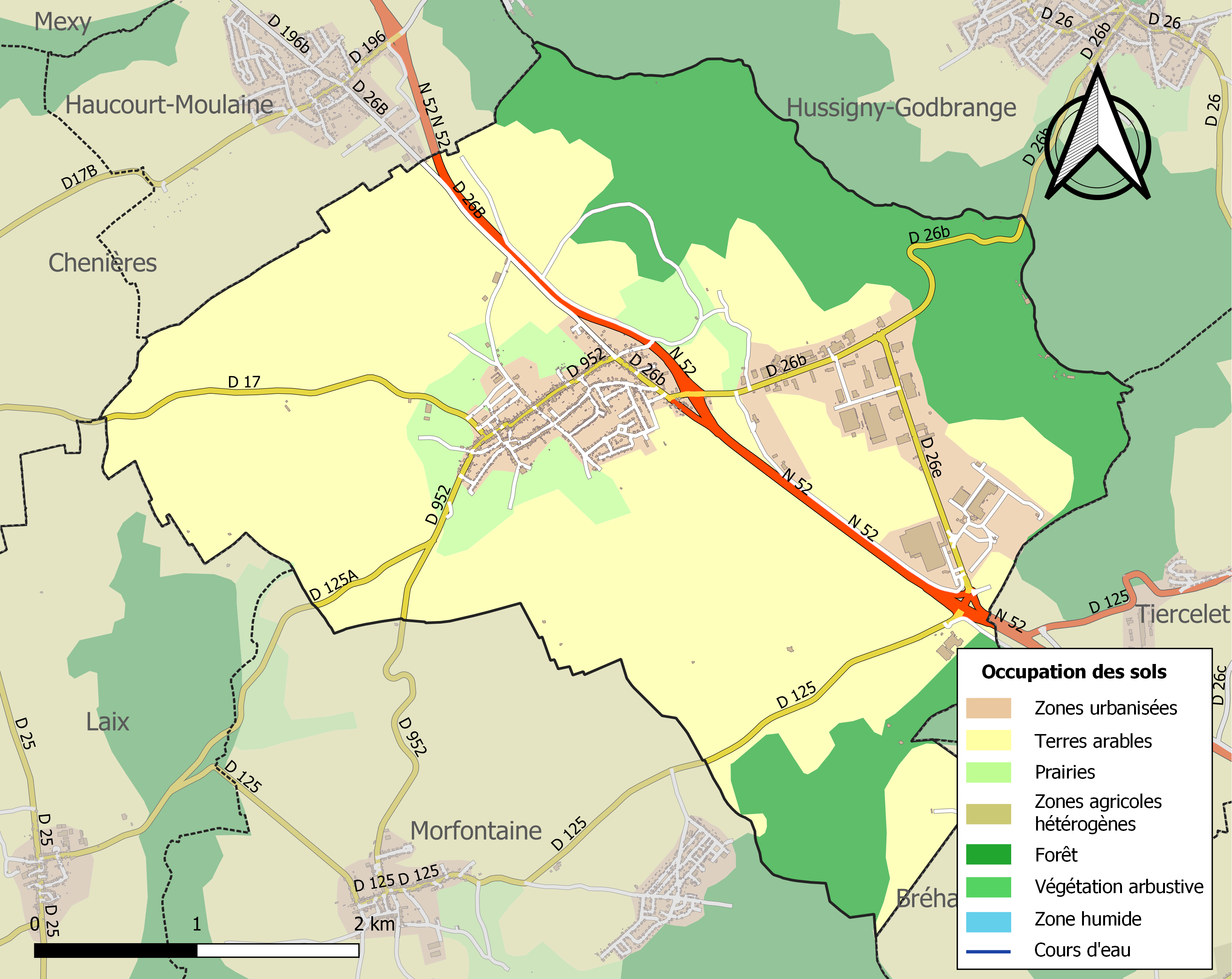
Carte des infrastructures et de l'occupation des sols de la commune en 2018 (CLC).

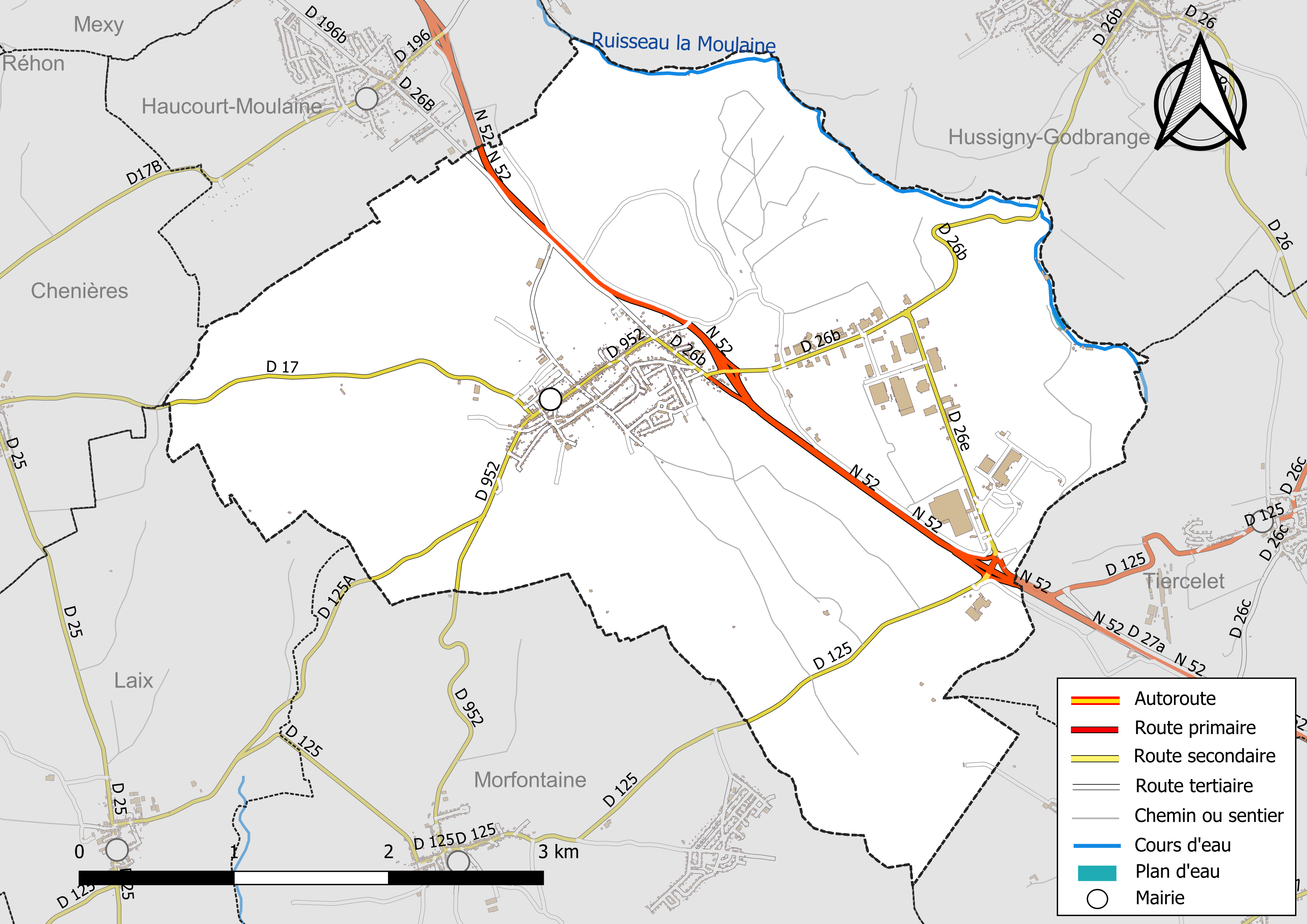
Carte hydrographique et des infrastructures de transport de la commune en 2022.

### Typologie
Au 1er janvier 2024, Villers-la-Montagne est catégorisée bourg rural, selon la nouvelle grille communale de densité à sept niveaux définie par l'Insee en 2022.
Elle est située hors unité urbaine. Par ailleurs la commune fait partie de l'aire d'attraction de Villers-la-Montagne, dont elle est la commune-centre,. Cette aire, qui regroupe 1 communes, est catégorisée dans les aires de moins de 50 000 habitants,.

### Occupation des sols
L'occupation des sols de la commune, telle qu'elle ressort de la base de données européenne d’occupation biophysique des sols Corine Land Cover (CLC), est marquée par l'importance des territoires agricoles (64,8 % en 2018), en diminution par rapport à 1990 (67,4 %). La répartition détaillée en 2018 est la suivante : terres arables (59,3 %), forêts (23,4 %), zones industrielles ou commerciales et réseaux de communication (6,9 %), prairies (5,6 %), zones urbanisées (4,8 %). L'évolution de l’occupation des sols de la commune et de ses infrastructures peut être observée sur les différentes représentations cartographiques du territoire : la carte de Cassini (XVIIIe siècle), la carte d'état-major (1820-1866) et les cartes ou photos aériennes de l'IGN pour la période actuelle (1950 à aujourd'hui).

### Habitat et logement
En 2020, le nombre total de logements dans la commune était de 750, alors qu'il était de 676 en 2015 et de 630 en 2010.
Parmi ces logements, 91,8 % étaient des résidences principales, 1,3 % des résidences secondaires et 6,8 % des logements vacants. Ces logements étaient pour 73,6 % d'entre eux des maisons individuelles et pour 25,9 % des appartements.
Le tableau ci-dessous présente la typologie des logements à Villers-la-Montagne en 2020 en comparaison avec celle de Meurthe-et-Moselle et de la France entière. Une caractéristique marquante du parc de logements est ainsi une proportion de résidences secondaires et logements occasionnels (1,3 %) inférieure à celle du département (2,1 %) et à celle de la France entière (9,7 %). Concernant le statut d'occupation de ces logements, 76,6 % des habitants de la commune sont propriétaires de leur logement (75,7 % en 2015), contre 57,3 % pour la Meurthe-et-Moselle et 57,5 pour la France entière.
| Typologie                                               | Villers-la-Montagne | Meurthe-et-Moselle | France entière |
| ------------------------------------------------------- | ------------------- | ------------------ | -------------- |
| Résidences principales (en %)                           | 91,8                | 88,6               | 82,1           |
| Résidences secondaires et logements occasionnels (en %) | 1,3                 | 2,1                | 9,7            |
| Logements vacants (en %)                                | 6,8                 | 9,3                | 8,2            |

## Toponymie
Le nom de la localité est attesté sous les formes Villare (926) ; Wilere (962) ; Willare (1096) ; Wilre (1235) ; Willarium (1236) ; Villiers (1571) ; Ville-la-Montagne (XVIIIe siècle).

- La toponymie de Villers-la-Montagne , Bergweiler en allemand et Biergweiler en luxembourgeois standard, est la même que celle de Bergweiler (près de Trêves)
- Du latin médiéval carolingien Villare qui signifie « domaine rural/ferme ».
- Du vieux haut allemand wīlāri qui signifie village.
- Du moyen haut allemand wīler qui veut dire petit village.

- Villers-la-Montagne se trouvait jadis du côté germanique de la frontière linguistique mosellane.
- Berg a été traduit par erreur par « montagne » alors que la bonne traduction est « colline » (ce n'est pas une zone de montagne, c'est le haut-plateau lorrain avec ses collines).
- Cette ville doit son origine à un camp retranché que les Romains avaient établi sur le plateau de Titelberg.

## Histoire

### Ancien Régime
Villers-la-Montagne était siège d'une châtellenie dépendant du château de Longwy. Elle était également le siège d'une prévôté en 1718, puis du  bailliage de Villers-la-Montagne en 1751 qui appartenait au diocèse de Trèves.[réf. nécessaire]

### Époque contemporaine
En 1817, Villers-la-Montagne, village de l'ancienne province du Barrois, avait pour annexes la ferme de Hussigny et le moulin de Signy. À cette époque il y avait 826 habitants répartis dans 150 maisons. Dans la forêt de Selomont, ruines d'un ancien village[réf. nécessaire].

## Politique et administration

### Rattachements administratifs
La commune se trouve dans l'arrondissement de Briey du département de Meurthe-et-Moselle.
Elle faisait partie de 1801 à 1973  du canton de Longwy, année où elle intègre le canton de Villerupt. Dans le cadre du redécoupage cantonal de 2014 en France, cette circonscription administrative territoriale a disparu, et le canton n'est plus qu'une circonscription électorale.

### Rattachements électoraux
Pour les élections départementales, la commune fait partie depuis 2014 d'un nouveau canton de Villerupt porté à 14 communes
Pour l'élection des députés, elle fait partie de la troisième circonscription de Meurthe-et-Moselle.

### Intercommunalité
La commune est membre de la communauté d'agglomération dénommée depuis 2021 Grand Longwy Agglomération, un établissement public de coopération intercommunale (EPCI) à fiscalité propre créé en 2017 sous le nom de communauté d'agglomération de Longwy par transformation de la  communauté de communes de l'Agglomération de Longwy  et auquel la commune  a adhéré en 2014 en lui transférant un certain nombre de ses compétences, dans les conditions déterminées par le code général des collectivités territoriales.
Cette communauté de commune avait elle-même été créée en 2002 par transformation d'un district constitué en 1960 et qui avait progressivement intégré d'autres communes.
La commune est également membre de l'Agglomération transfrontalière du pôle européen de développement.

### Liste des maires
| Période                                  | Période                   | Identité             | Étiquette | Qualité |
| ---------------------------------------- | ------------------------- | -------------------- | --------- | --- |
| Les données manquantes sont à compléter. |                           |                      |           | |
| mars 1965                                | mars 1989                 | Marcel Reuter        | SE        | |
| mars 1989                                | 2014                      | François Boudot      | Modem     | |
| 2014                                     | 20 décembre 2014          | François Barthélémy  | PS        | Mandat écourté par la démission d'une partie du conseil municipal                                                                                                |
| 20 décembre 2014                         | juillet 2017              | Xavier Paluszkievicz | REM       | Chargé de communication d'une banque luxembourgeoise Député de Meurthe-et-Moselle (3e circ.) (2017 → 2022) Démissionnaire après son élection comme député        |
| juillet 2017                             | En cours (au 6 juin 2023) | Guy Michel           |           | Retraité d'entreprises luxembourgeoises Ancien président de l’association des frontaliers français qui travaillent au Grand-Duché Réélu pour le mandat 2020-2026 |

## Population et société

### Démographie
L'évolution du nombre d'habitants est connue à travers les recensements de la population effectués dans la commune depuis 1793. Pour les communes de moins de 10 000 habitants, une enquête de recensement portant sur toute la population est réalisée tous les cinq ans, les populations de référence des années intermédiaires étant quant à elles estimées par interpolation ou extrapolation. Pour la commune, le premier recensement exhaustif entrant dans le cadre du nouveau dispositif a été réalisé en 2006.

En 2022, la commune comptait 1 562 habitants, en évolution de +4,2 % par rapport à 2016 (Meurthe-et-Moselle : −0,13 %, France hors Mayotte : +2,11 %).
| 1793 | 1800 | 1806 | 1821 | 1836  | 1841  | 1861  | 1866  | 1872  |
| ---- | ---- | ---- | ---- | ----- | ----- | ----- | ----- | ----- |
| 812  | 717  | 794  | 930  | 1 171 | 1 130 | 1 266 | 1 225 | 1 131 |

| 1876  | 1881  | 1886  | 1891  | 1896  | 1901  | 1906 | 1911 | 1921 |
| ----- | ----- | ----- | ----- | ----- | ----- | ---- | ---- | ---- |
| 1 147 | 1 111 | 1 069 | 1 035 | 1 052 | 1 016 | 980  | 972  | 819  |

| 1926 | 1931 | 1936 | 1946 | 1954 | 1962  | 1968  | 1975  | 1982  |
| ---- | ---- | ---- | ---- | ---- | ----- | ----- | ----- | ----- |
| 874  | 884  | 912  | 776  | 929  | 1 079 | 1 060 | 1 013 | 1 273 |

| 1990  | 1999  | 2006  | 2011  | 2016  | 2021  | 2022  | - | - |
| ----- | ----- | ----- | ----- | ----- | ----- | ----- | - | - |
| 1 226 | 1 323 | 1 442 | 1 433 | 1 499 | 1 550 | 1 562 | - | - |

## Culture locale et patrimoine

### Lieux et monuments
- Tilleul qui aurait été planté au moment de l'édit de Nantes (1598), début 1981, il a été décapité.
- Deux anciens moulins à huile, dont l'un a été rasé.
- Ouvrage du Mauvais-Bois. petit ouvrage fortifié d'infanterie comptant trois blocs de la ligne Maginot construit à partir de 1931 et  situé à la limite communale entre Laix et Villers-la-Montagne,
- Ouvrage du Bois-du-Four, autre ouvrage fortifié d'infanterie de la ligne Maginot, construit lui en 1931 et monobloc.
- Église paroissiale Saint-Sylvestre, fin du XVe siècle ou du début XVIe siècle dont il subsiste la tour clocher (à l'exception du dernier niveau) et la chapelle ou l'ossuaire accolé à la façade sud. Nef, chœur et sacristie reconstruits au début du XVIIIe siècle, peut-être en 1704, à l'époque où la tour clocher est restaurée (date 1704 donnée par des ancres sur la façade est de la tour). 
Réfection de la flèche et du niveau du beffroi en 1865. Édifice détruit en mai 1940 et restauré entre 1946 et 1950. 
L'église comporte un maître-autel en bois sculpté dont le tabernacle est orné d'un agneau pascal, surmonté d'une "monstrante tournante" décorée d'une descente de croix. Les vitraux sont des ateliers Gross de Nancy (1952). Le beffroi accueille trois cloches : Eugénie-Marie, Françoise-Léonie (1923, renouvelée en 1982), et Henriette-Marie. L'église est totalement décimée par la tempête de février 1990[29]. Les murs et voûtes de l'ancien chœur et de l'ossuaire sont inscrits au titre des monuments historiques par arrêté du 31 juillet 1991[30]. Au cours des travaux, des peintures murales sont découvertes dans la crypte et sont l'objet d'une inscription à l'inventaire des monuments historiques en 1991[31],[32]. Après travaux, l'inauguration a lieu le 1er mars 1992.

### Personnalités liées à la commune
- Laurent Gabriel Claude[33] (1754-?), homme politique, député du tiers aux Etats-Généraux.
- Jacques Jean Louis Pierron né en 1762 à Villers-la-Montagne et décédé à Paris en 1794, homme politique.
- Jordan Tresson, né à Villers-la-Montagne en 1988, pilote automobile Nissan ayant participé au Championnat du monde d'endurance FIA 2012 ainsi qu'aux 24 Heures du Mans 2012.

### Héraldique
| Blason de Villers-la-Montagne | Blason  | D'azur à deux barbeaux adossés d'or accostés de deux croix de Lorraine de même et accompagnés en chef et en pointe de deux croix recroisetées d'argent.                                                        |
| Blason de Villers-la-Montagne | Détails | Villers la Montagne, Villare ad Montem, était le siège d'une châtellenie et d'une prévôté appartenant aux comtes de Bar. En 1751 cette prévôté est supprimée. Le statut officiel du blason reste à déterminer. |